# Kocsis Lajos
Kocsis Lajos (Szeged, 1947. június 17. – Budapest, 2000. október 9.) magyar olimpiai bajnok labdarúgó.

## Pályafutása

### Klubcsapatban
1959-ben kezdte a labdarúgást Szegeden, a Móravárosi Kinizsi csapatában, majd a Szegedi VSE-ben folytatta.
18 évesen Salgótarjánban mutatkozott be az első osztályban. Itt két idény alatt 45 alkalommal szerepelt a csapatban és 21 gólt szerzett. Erre figyelt fel a Honvéd és 1967-ben szerződtette. Két év múlva már a válogatottban is bemutatkozott. Hamar a közönség kedvence lett, ezrek jártak miatta meccsre. Negyven méteres átadásai is hajszálpontosak voltak, cselei kiszámíthatatlanok az ellenfél védői számára. Szabadrúgásai, pedig őrületbe kergették a kapusokat. Legemlékezetesebb szabadrúgását a skót Aberdeen kapusának lőtte. Szokása szerint jobbal a felső sarokba csavarta a labdát, a játékvezető közben a sorfalat igazította, és nem adta meg a gólt. A közönség tombolt mérgében, a skótok, pedig megtapsolták a bírót. Kocsis Lajoson kívül mindenki őrjöngött, ő azonban nyugodtan leállította a labdát, és újra becsavarta ugyan oda. A publikum ismét tombolt, de most már a boldogságtól. A skót kapus, pedig széttárt karral állt a gólvonalon.
Kispesten 1977-ig összesen 263 bajnoki mérkőzésen játszott és 91 alkalommal volt eredményes. Ezután 1982-ig még a Gyulai VSE
színeiben szerepelt és itt fejezte be az aktív sportpályafutását.

### A válogatottban
A magyar válogatottban,  1969 és 1975 között 33 alkalommal szerepelt és 7 gólt szerzett.
1968-as mexikói olimpia bajnoka, 1972-ben a müncheni olimpián ezüstérmes. Az olimpia válogatottban 7 alkalommal szerepelt.
1972-ben a belgiumi labdarúgó Európa-bajnokság 4. helyezettje.

### Edzőként
1976-ban TF edzői oklevelet, utána 1982-ben a Vendéglátóipari Főiskolán üzletvezetői képesítést szerzett.
1991-ben szívinfarktust kapott és nyugdíjazták, de rövid időre még elvállalta a BKV Előre és a Dunakeszi csapatának edzőségét.

## Sikerei, díjai
- Olimpia
  - aranyérem: 1968, Mexikóváros
  - ezüstérem: 1972, München
- Európa-bajnokság
  - 4.: 1972, Belgium
- Magyar bajnokság
  - 2.: 1969, 1971–72, 1974–75

## Statisztika

### Mérkőzései a válogatottban
| Magyarország | Magyarország         | Magyarország                            | Magyarország  | Magyarország | Magyarország  | Magyarország         | Magyarország | Magyarország       |
| #            | Dátum                | Helyszín                                | Hazai         | Eredmény     | Vendég        | Kiírás               | Gólok        | Esemény            |
| ------------ | -------------------- | --------------------------------------- | ------------- | ------------ | ------------- | -------------------- | ------------ | ------------------ |
|              | 1968. október 13.    | Guadalajara, Estadio Jalisco (MEX)      | Magyarország  | 4 – 0        | Salvador      | olimpiai C csoport   | -            | 54'                |
|              | 1968. október 15.    | Guadalajara, Estadio Jalisco (MEX)      | Magyarország  | 2 – 2        | Ghána         | olimpiai C csoport   | -            | 46'                |
|              | 1968. október 20.    | Guadalajara, Estadio Jalisco (MEX)      | Magyarország  | 1 – 0        | Guatemala     | olimpiai negyeddöntő | -            | 60'                |
|              | 1968. október 22.    | Mexikóváros, Estadio Azteca (MEX)       | Magyarország  | 5 – 0        | Japán         | olimpiai elődöntő    | -            | 56'                |
| 1.           | 1969. október 22.    | Budapest, Népstadion                    | Magyarország  | 3 – 0        | Dánia         | vb-selejtező         | -            |                    |
| 2.           | 1969. november 5.    | Budapest, Népstadion                    | Magyarország  | 4 – 0        | Írország      | vb-selejtező         | 1            | 68' 84'            |
| 3.           | 1969. december 3.    | Marseille, Stade Vélodrome (FRA)        | Csehszlovákia | 4 – 1        | Magyarország  | vb-selejtező         | 1            | 61' 90' (11-esből) |
| 4.           | 1970. május 2.       | Budapest, Népstadion                    | Magyarország  | 2 – 0        | Lengyelország | barátságos           | -            |                    |
| 5.           | 1970. május 16.      | Budapest, Népstadion                    | Magyarország  | 1 – 2        | Svédország    | barátságos           | -            |                    |
| 6.           | 1970. szeptember 9.  | Nürnberg, Frankenstadion                | NSZK          | 3 – 1        | Magyarország  | barátságos           | -            |                    |
| 7.           | 1970. szeptember 27. | Budapest, Népstadion                    | Magyarország  | 1 – 1        | Ausztria      | barátságos           | -            | 46'                |
| 8.           | 1970. október 7.     | Oslo, Ullevaal Stadion                  | Norvégia      | 1 – 3        | Magyarország  | Eb-selejtező         | -            |                    |
| 9.           | 1970. november 15.   | Bázel, St. Jakob stadion                | Svájc         | 0 – 1        | Magyarország  | barátságos           | -            |                    |
| 10.          | 1971. április 4.     | Bécs, Práter-stadion                    | Ausztria      | 0 – 2        | Magyarország  | barátságos           | -            | 46'                |
| 11.          | 1971. április 24.    | Budapest, Népstadion                    | Magyarország  | 1 – 1        | Franciaország | Eb-selejtező         | 1            | 69' (11-esből)     |
| 12.          | 1971. május 19.      | Szófia, Levszki-stadion                 | Bulgária      | 3 – 0        | Magyarország  | Eb-selejtező         | -            |                    |
| 13.          | 1972. április 29.    | Budapest, Népstadion                    | Magyarország  | 1 – 1        | Románia       | Eb-selejtező         | -            | 59'                |
| 14.          | 1972. május 6.       | Budapest, Megyeri úti stadion           | Magyarország  | 3 – 0        | Málta         | vb-selejtező         | 1            | 29' 35'            |
| 15.          | 1972. május 14.      | Bukarest                                | Románia       | 2 – 2        | Magyarország  | Eb-selejtező         | 1            | 36' 68'            |
| 16.          | 1972. május 17.      | Belgrád, JNA stadion (YUG)              | Magyarország  | 2 – 1        | Románia       | Eb-selejtező         | 1            | 26'                |
| 17.          | 1972. május 25.      | Stockholm, Råsunda Stadion              | Svédország    | 0 – 0        | Magyarország  | vb-selejtező         | -            |                    |
| 18.          | 1972. június 14.     | Brüsszel, Heysel Stadion (BEL)          | Szovjetunió   | 1 – 0        | Magyarország  | Eb-elődöntő          | -            | 60'                |
| 19.          | 1972. augusztus 27.  | Nürnberg, Frankenstadion (FRG)          | Magyarország  | 5 – 0        | Irán          | olimpiai csoportkör  | -            | 74'                |
|              | 1972. augusztus 29.  | München, Olimpiai Stadion (FRG)         | Magyarország  | 2 – 2        | Brazília      | olimpiai csoportkör  | -            |                    |
| 20.          | 1972. augusztus 31.  | Augsburg, Rosenaustadion (FRG)          | Dánia         | 0 – 2        | Magyarország  | olimpiai csoportkör  | -            | 46'                |
| 21.          | 1972. szeptember 3.  | Passau, Drei-Flüsse Stadion (FRG)       | Magyarország  | 2 – 0        | NDK           | olimpiai középdöntő  | -            | 75'                |
|              | 1972. szeptember 8.  | Regensburg (FRG)                        | Magyarország  | 2 – 0        | Mexikó        | olimpiai középdöntő  | -            | 46' 53'            |
| 22.          | 1972. szeptember 10. | München, Olimpia Stadion (FRG)          | Lengyelország | 2 – 1        | Magyarország  | olimpiai döntő       | -            | 73'                |
| 23.          | 1972. október 15.    | Bécs, Práter-stadion                    | Ausztria      | 2 – 2        | Magyarország  | vb-selejtező         | 1            | 20'                |
| 24.          | 1973. április 29.    | Budapest, Népstadion                    | Magyarország  | 2 – 2        | Ausztria      | vb-selejtező         | -            |                    |
| 25.          | 1973. május 16.      | Karl-Marx-Stadt, Ernst Thälmann Stadion | NDK           | 2 – 1        | Magyarország  | barátságos           | -            |                    |
| 26.          | 1973. június 13.     | Budapest, Népstadion                    | Magyarország  | 3 – 3        | Svédország    | vb-selejtező         | -            | 46'                |
| 27.          | 1973. szeptember 26. | Belgrád, JNA stadion                    | Jugoszlávia   | 1 – 1        | Magyarország  | barátságos           | -            |                    |
| 28.          | 1973. október 13.    | Koppenhága                              | Dánia         | 2 – 2        | Magyarország  | barátságos           | -            |                    |
| 29.          | 1973. november 21.   | Budapest, Népstadion                    | Magyarország  | 0 – 1        | NDK           | barátságos           | -            |                    |
| 30.          | 1975. március 26.    | Párizs, Parc des Princes                | Franciaország | 2 – 0        | Magyarország  | barátságos           | -            |                    |
| 31.          | 1975. április 2.     | Bécs, Práter stadion                    | Ausztria      | 0 – 0        | Magyarország  | Eb-selejtező         | -            |                    |
| 32.          | 1975. április 16.    | Budapest, Népstadion                    | Magyarország  | 1 – 2        | Wales         | Eb-selejtező         | -            |                    |
| 33.          | 1975. szeptember 24. | Budapest, Népstadion                    | Magyarország  | 2 – 1        | Ausztria      | Eb-selejtező         | -            |                    |
|              | Összesen             |                                         |               | 33           | mérkőzés      |                      | 7            | gól                |

## Cikkek
- Szerették, majd elüldözték
- Kocsis Lajos